# Timothy Joseph Moore
Timothy Joseph Moore (* 1959) ist ein US-amerikanischer Altphilologe.

## Leben
Moore besuchte die American Academy in Rome im Sommer 1983 und die American School of Classical Studies at Athens im Sommer 1985. Er legte den B.A., summa cum laude, Latin and History an der Millersville University 1981 und den PhD Classics an der University of North Carolina at Chapel Hill, 1986 mit der Dissertation Roman Virtues in Livy bei dem Gutachter Jerzy Linderski (* 1934) ab. Von 1981 bis 1984 war er wissenschaftlicher Mitarbeiter für die L’Année philologique an der University of North Carolina. Von 1983 bis 1986 war er Lehrassistent an der Universität von North Carolina in Chapel Hill. 
Im Sommer 1988 lehrte er als Assistenzprofessor im Studienzentrum in Italien der Texas A&M University. Im Sommer 1989 unterrichtete er als Gastprofessor an der University of Colorado Boulder. Von 1986 bis 1991 war er Assistenzprofessor an der Texas A & M University. Von 1991 bis 1992 war er Mellon Faculty Fellow an der Harvard University. Von 1991 bis 1998 war er Assistant Professor an University of Texas at Austin. 
Von 2002 bis 2004 hatte er einen Lehrstuhl der Department of Classics an der University of Texas at Austin (1998–2005: Associate Professor und 2005–2012: Professor). An der Ruhr-Universität Bochum forschte er 2011 als DAAD-Gastprofessor. Von 2012 bis 2017 hatte er einen Lehrstuhl am Department of Classics an der Washington University in St. Louis. Seit 2012 ist er John und Penelope Biggs Distinguished Professor for Classics an der Washington University in St. Louis.
Seine Forschungsinteressen sind antike Musik, römisches Theater, römische Historiographie, moderne Ansichten der Römer, Geschichte und Theorie des Theaters, Vokalmusik und Musiktheater und japanische Kyōgen-Komödie.

## Schriften (Auswahl)
- Artistry and ideology. Livy’s vocabulary of virtue (= Athenäums Monografien. Altertumswissenschaft. Band 192). Athenäum, Frankfurt am Main 1989, ISBN 3-610-09018-9 (zugleich Dissertation, Chapel Hill 1986).
- The Theater of Plautus. Playing to the Audience. University of Texas Press, Austin 1998, ISBN 0-292-75217-2.
- Roman Theatre. (= Cambridge learning. Greece & Rome: Texts and contexts). Cambridge University Press, Cambridge 2012, ISBN 0-521-13818-3.
- Music in Roman Comedy. Cambridge University Press, Cambridge 2012, ISBN 1-10-700648-1.
  - Music in Roman Comedy. Cambridge University Press, Cambridge 2016, ISBN 978-1-107-53528-2.